# Eurico Caires
Eurico Caires, de son nom complet Eurico Mendonça de Caires, né le 5 août 1952 à Funchal et mort le 13 novembre 1989, est un footballeur portugais ayant évolué au poste de milieu de terrain.

## Biographie

### En club
Formé au SL Benfica, Eurico Caires fait ses débuts professionnels lors de la saison 1971-1972, disputant deux matchs avec le club lisboète.
Après une saison sans temps de jeu notable à Benfica, il rejoint successivement plusieurs clubs portugais, notamment SC Beira-Mar, Montijo et Estoril-Praia, où il réalise l’une de ses meilleures périodes en termes de régularité et de statistiques (64 matchs et 8 buts).
En 1976, il tente une aventure nord-américaine en signant pour les Toronto Metros-Croatia et les Rochester Lancers, mais il ne dispute aucun match officiel dans la NASL.
Il retourne ensuite au Portugal et s’engage avec le CF Belenenses, où il joue pendant cinq saisons. Il y devient un élément important du milieu de terrain avec 66 matchs et 4 buts entre 1977 et 1982.
En fin de carrière, il joue pour Almada AC (en), União da Madeira et Estrela da Amadora, où il termine son parcours professionnel.
Au total, Eurico Caires dispute plus de 200 matchs professionnels et inscrit 18 buts toutes compétitions confondues.

### En sélection
Eurico Caires compte une apparition avec l’équipe du Portugal des moins de 18 ans en 1970.

### Vie personnelle
Il est le père de Bruno Caires, également footballeur professionnel, qui a notamment joué au SL Benfica et au Celta de Vigo dans les années 1990.
Eurico Caires est décédé prématurément le 13 novembre 1989, à l’âge de 37 ans.

## Palmarès
SL Benfica
- Championnat du Portugal :
  - Vainqueur : 1971-72.